# Aguçadoura
Aguçadoura ist ein Ort und eine ehemalige Gemeinde im Norden Portugals.
Der Ort ist als Surfspot und als Ort des weltweit ersten kommerziell betriebenen Wellenkraftwerks bekannt.

## Geschichte
In den königlichen Erhebungen von 1258 war der Ort als kleine Siedlung Petra Aguçadoira in der Gemeinde Navais vermerkt. Der Ort entwickelte sich nur langsam, zu sehr erschwerte die Lage in den Dünen mit seinen Sandbewegungen das Leben und den Lebensunterhalt.
In der zweiten Hälfte des 19. Jahrhunderts erlebte der Ort dann einen Aufschwung, als die Urbarmachung der Dünen die landwirtschaftliche Nutzfläche stark erweiterte und einen fortan produktiven Ackerbau ermöglichte. 1873 errichteten die Bewohner eine erste Kapelle.
1934 wurde Aguçadoura eine eigenständige Gemeinde, durch Ausgliederung aus Navais.
Am 22. Juni 2011 wurde Aguçadoura zur Kleinstadt (Vila) erhoben.
Mit der kommunalen Neuordnung 2013 wurden die Gemeinden Aguçadoura und Navais aufgelöst und zur neuen Gemeinde Aguçadoura e Navais zusammengeschlossen.

## Verwaltung

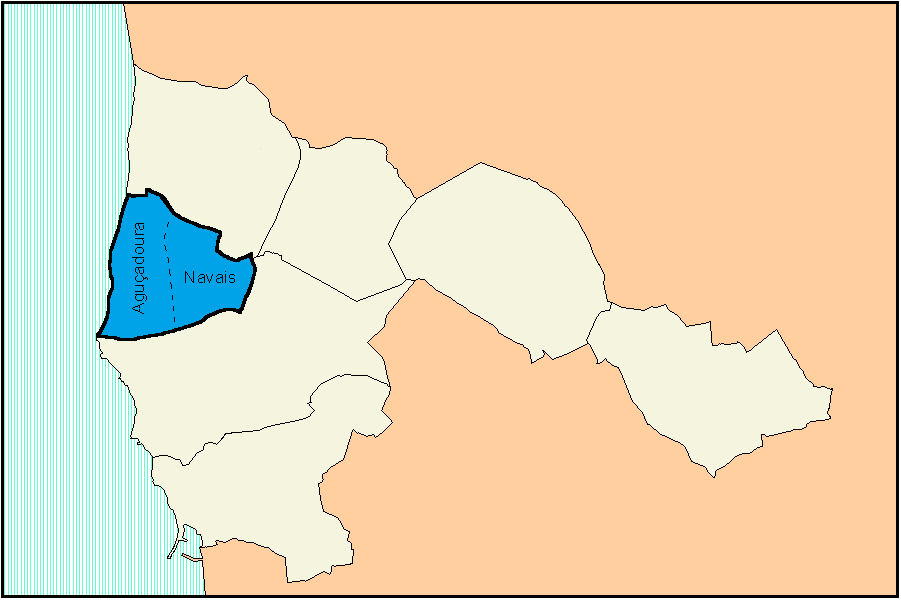
Lage der Gemeinde Aguçadoura im Kreis Póvoa de Varzim

Aguçadoura war eine Gemeinde (Freguesia) im Kreis (Concelho) von Póvoa de Varzim im Distrikt Porto. Die Gemeinde hatte eine Fläche von 3,63 km² und 4249 Einwohner (Stand 30. Juni 2011).
Die ehemalige Gemeinde Aguçadoura besteht aus sechs Ortschaften und Stadtteilen:
- Aldeia
- Areosa
- Caturela
- Codicheira
- Granjeiro
- Santo André

Mit der Gebietsreform in Portugal am 29. September 2013 wurden die Gemeinden Aguçadoura und Navais zur neuen Gemeinde União das Freguesias de Aguçadoura e Navais zusammengeschlossen. Aguçadoura ist Sitz dieser neu gebildeten Gemeinde.

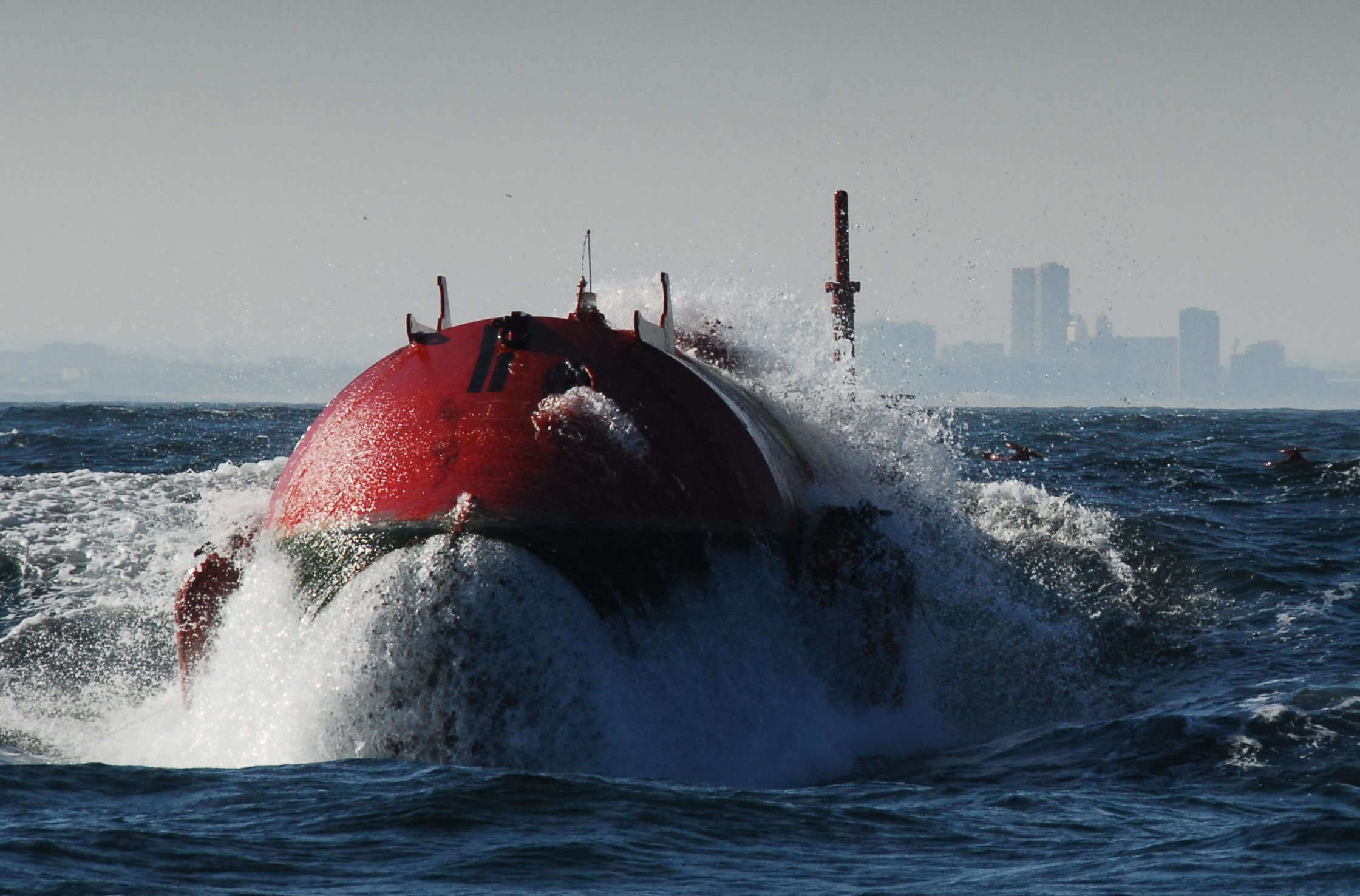
Pelamis-Wellenkraftwerke vor der Küste von Aguçadoura

## Wirtschaft
Traditionell ist die Gemeinde ein bedeutender Produzent landwirtschaftlicher Produkte, insbesondere Gemüse und Blumen. Grund sind die fruchtbaren Felder und der vor allem früher als Dünger verwendete Seetang. 1917 wurde hier die Anbaugenossenschaft A Seareira gegründet, Keimzelle des heutigen regionalen Anbauverbands HORPOZIM (Associação dos Horticultores da Póvoa de Varzim), der seinen Sitz in Aguçadoura hat.
Tourismus an den Sandstränden ist von Bedeutung, insbesondere für Surfer, die von den starken Wellen hier angezogen werden.
Vor der Küste Aguçadouras wurde in einem Pelamis-Wellenkraftwerk Strom produziert. Es wurde 2003 nach 20-jähriger Forschungs- und Entwicklungsarbeit am Instituto Superior Técnico gegründet und 2008 regulär in Betrieb genommen. Es war das erste seiner Art weltweit. 2014 wurde sein Betrieb wegen technischer und finanzieller Probleme eingestellt. In den Jahren 2011 bis 2016 lang lag auch ein Prototyp eines schwimmenden Windkraftwerks 5 km vor Aguçadoura; er produzierte Strom mit einer Energie von 16 GWh und wurde dann abgebaut.

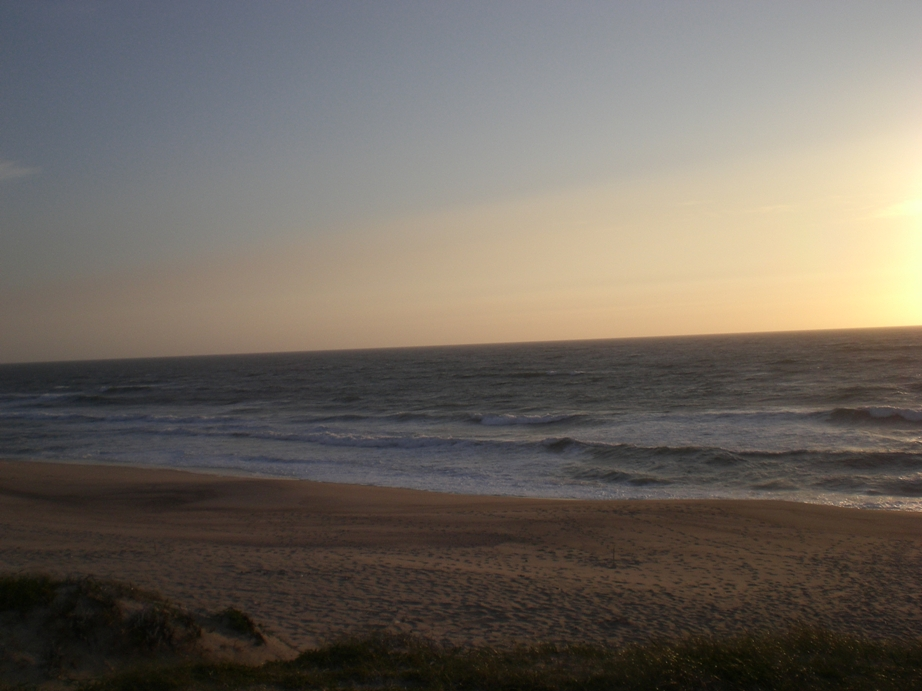
Der Strand von Barranha

## Strände
- Praia de Aguçadoura
- Praia da Barranha

## Söhne und Töchter der Gemeinde
- João Cabreira (* 1982), Radrennfahrer
- Rui Costa (* 1986), Radrennfahrer, Straßenradweltmeister 2013